# Thomas Etcheverry
Pour les articles homonymes, voir Etcheverry.
Thomas Etcheverry est un homme politique français, né le 14 mars 1774 à Saint-Étienne-de-Baïgorry (Pyrénées-Atlantiques) et décédé dans la même commune le 24 juillet 1832.

## Biographie
Thomas Etcheverry est le fils de Michel d'Etcheverry, notaire royal, et de Marie Harispe. Il participa aux guerres de la Révolution parmi les chasseurs basques, aux côtés de son cousin Harispe. Il fut ensuite avocat, juge de paix et maire de Saint-Étienne-de-Baïgorry.
Le 13 mai 1815, il fut élu, à l'unanimité des 48 votants de l'arrondissement de Mauléon, représentant à la Chambre des Cent-Jours.
Il est le père de Jean Amédée Etcheverry et de Jean-Baptiste Etcheverry, ainsi que le grand-père de Charles Floquet.